# Delfino Pescara 1936
Delfino Pescara 1936 is een Italiaanse voetbalclub uit Pescara, Abruzzen.
De club werd in 1936 opgericht als SS Pescara en speelde, op een kort verblijf in de Serie B tijdens de jaren 40 na, in de lagere reeksen tot 1974 toen de club promoveerde naar de Serie B. tussen 1944 en 1974 heette de club AS Pescara. Als Pescara Calcio stootte de club drie jaar later door naar de Serie A maar werd daar laatste en degradeerde meteen terug. De club kon snel terugkeren maar werd opnieuw naar de Serie B verwezen, twee jaar later degradeerde de club zelfs verder naar de Serie C1.
Na één seizoen keerde de club terug naar de Serie B en in 1986 ging het beter met de club onder de hoede van Giovanni Galeone. Pescara werd kampioen in 1987 en keerde terug naar de Serie A waar de club twee seizoenen verbleef. In 1992 promoveerde de club opnieuw naar de Serie A maar werd voor de derde maal laatste daar.
De rest van de jaren 90 bleef de club in de Serie B en miste in 1999 maar net de promotie. In 2001 degradeerde Pescara naar de Serie C1. Na twee seizoenen keerde de club terug en zou normaal gezien snel terug naar de Serie C1 degraderen, maar twee jaar op rij werd de degradatie geannuleerd dankzij faillissementen en schandalen van andere clubs.
In seizoen 2005/06 eindigde de club op een comfortabele plaats, maar na seizoen 2006/07 eindigde de club op de laatste plaats. In februari 2009 wijzigde de clubnaam in Delfino Pescara 1936.  In 2010 keerde Pescara terug naar de Serie B. In 2012 stootte de club na negentien jaar nog eens door naar de Serie A. Na één seizoen degradeerde de club terug naar de Serie B. In 2016 promoveerde Pescara naar de Serie A en degradeerde in 2017 wederom naar de Serie B.

## Erelijst
- Serie B

1987, 2012

## Eindklasseringen
- 1971 12e
Serie C
- 1972 18e
Serie C
- 1973 1e
Serie D
- 1974 1e
Serie C
- 1975 10e
Serie B
- 1976 12e
Serie B
- 1977 3e
Serie B
- 1978 16e
Serie A
- 1979 3e
Serie B
- 1980 14e
Serie A
- 1981 6e
Serie B
- 1982 20e
Serie B
- 1983 2e
Serie C1
- 1984 12e
Serie B
- 1985 7e
Serie B
- 1986 17e
Serie B
- 1987 1e
Serie B
- 1988 14e
Serie A
- 1989 16e
Serie A
- 1990 8e
Serie B
- 1991 14e
Serie B
- 1992 2e
Serie B
- 1993 18e
Serie A
- 1994 15e
Serie B
- 1995 11e
Serie B
- 1996 9e
Serie B
- 1997 6e
Serie B
- 1998 13e
Serie B
- 1999 5e
Serie B
- 2000 13e
Serie B
- 2001 20e
Serie B
- 2002 4e
Serie C1
- 2003 2e
Serie C1
- 2004 22e
Serie B
- 2005 19e
Serie B
- 2006 11e
Serie B
- 2007 22e
Serie B
- 2008 7e
Serie C1
- 2009 12e
Prima Divisione
- 2010 2e
Prima Divisione
- 2011 13e
Serie B
- 2012 1e
Serie B
- 2013 20e
Serie A
- 2014 15e
Serie B
- 2015 7e
Serie B
- 2016 4e
Serie B
- 2017 20e
Serie A
- 2018 16e
Serie B
- 2019 4e
Serie B
- 2020 17e
Serie B
- 2021 19e
Serie B
- 2022 5e
Serie C
- 2023 3e
Serie C
- 2024 6e
Serie C
- 2025 4e
Serie C

- Serie A
- Serie B
- Serie C
- Prima Divisione
- Serie D

## Resultaten per seizoen
| Seizoen | Competitie                        | Niveau | Eindstand | Coppa Italia | Opmerking                                                         |
| ------- | --------------------------------- | ------ | --------- | ------------ | ----------------------------------------------------------------- |
| 2000/01 | Serie B                           | II     | 20        | 2e groep 6   |                                                                   |
| 2001/02 | Serie C1 Girone B                 | III    | 4         | 3e groep 6   |                                                                   |
| 2002/03 | Serie C1 Girone B                 | III    | 2         | 4e groep 5   |                                                                   |
| 2003/04 | Serie B                           | II     | 22        | 4e groep 7   |                                                                   |
| 2004/05 | Serie B                           | II     | 19        | 4e groep 6   |                                                                   |
| 2005/06 | Serie B                           | II     | 11        | 1e ronde     |                                                                   |
| 2006/07 | Serie B                           | II     | 22        | 2e ronde     |                                                                   |
| 2007/08 | Lega Pro Prima Divisione Girone B | III    | 7         | --           |                                                                   |
| 2008/09 | Lega Pro Prima Divisione Girone B | III    | 12        | 2e ronde     |                                                                   |
| 2009/10 | Lega Pro Prima Divisione Girone B | III    | 2         | --           |                                                                   |
| 2010/11 | Serie B                           | II     | 13        | 2e ronde     |                                                                   |
| 2011/12 | Serie B                           | II     | 1         | 2e ronde     | Ligatopscorer Ciro Immobile: 28                                   |
| 2012/13 | Serie A                           | I      | 20        | 4e ronde     |                                                                   |
| 2013/14 | Serie B                           | II     | 15        | 4e ronde     |                                                                   |
| 2014/15 | Serie B                           | II     | 7         | 4e ronde     | Finale promotieserie                                              |
| 2015/16 | Serie B                           | II     | 4         | 3e ronde     | winnaar promotieserie; Ligatopscorer Gianluca Lapadula: 27        |
| 2016/17 | Serie A                           | I      | 20        | 4e ronde     |                                                                   |
| 2017/18 | Serie B                           | II     | 16        | 4e ronde     |                                                                   |
| 2018/19 | Serie B                           | II     | 4         | 3e ronde     | halve finale promotieserie                                        |
| 2019/20 | Serie B                           | II     | 17        | 3e ronde     |                                                                   |
| 2020/21 | Serie B                           | II     | 19        | 3e ronde     |                                                                   |
| 2021/22 | Serie C Girone B                  | III    | 5         | --           | 1e ronde promotieserie                                            |
| 2022/23 | Serie C Girone C                  | III    | 3         | --           | halve finale promotieserie                                        |
| 2023/24 | Serie C Girone B                  | III    | 6         | voorronde    | 2e ronde promotieserie                                            |
| 2024/25 | Serie C Girone B                  | III    | 4         | --           | Winnaar promotieserie > Ternana Calcio: 0-1(T) / 1-0 (U) (3-1 ns) |
| 2025/26 | Serie B                           | II     | .         | 1e ronde     |                                                                   |

## Pescara Calcio in Europa
Groep = groepsfase 
| Seizoen | Competitie | Ronde        | Land               | Club              | Score   |
| ------- | ---------- | ------------ | ------------------ | ----------------- | ------- |
| 1988    | Mitropacup | Groep A      | Vlag van Hongarije | Vác Izzo          | 4-1 (T) |
|         |            | Groep A (2e) | Vlag van Tsjechië  | Slovan Bratislava | 0-1 (T) |

## Bekende (oud-)spelers
- Alberto Aquilani
- Birkir Bjarnason
- Stefano Borgonovo
- Gordan Bunoza
- Gianluca Caprari
- Gianni De Biasi
- Morgan De Sanctis
- Modibo Diakité
- Dunga

- Marco Ferrante
- Ciro Immobile
- Lorenzo Insigne
- Júnior
- Gianluca Lapadula
- Mattia Perin
- Giovanni Pisano
- Juan Fernando Quintero
- John Sivebæk

- Adrian Stoian
- Tita
- Lucas Torreira
- Marco Verratti
- Ante Vukušić